# Batallón de Helicópteros de Asalto 601

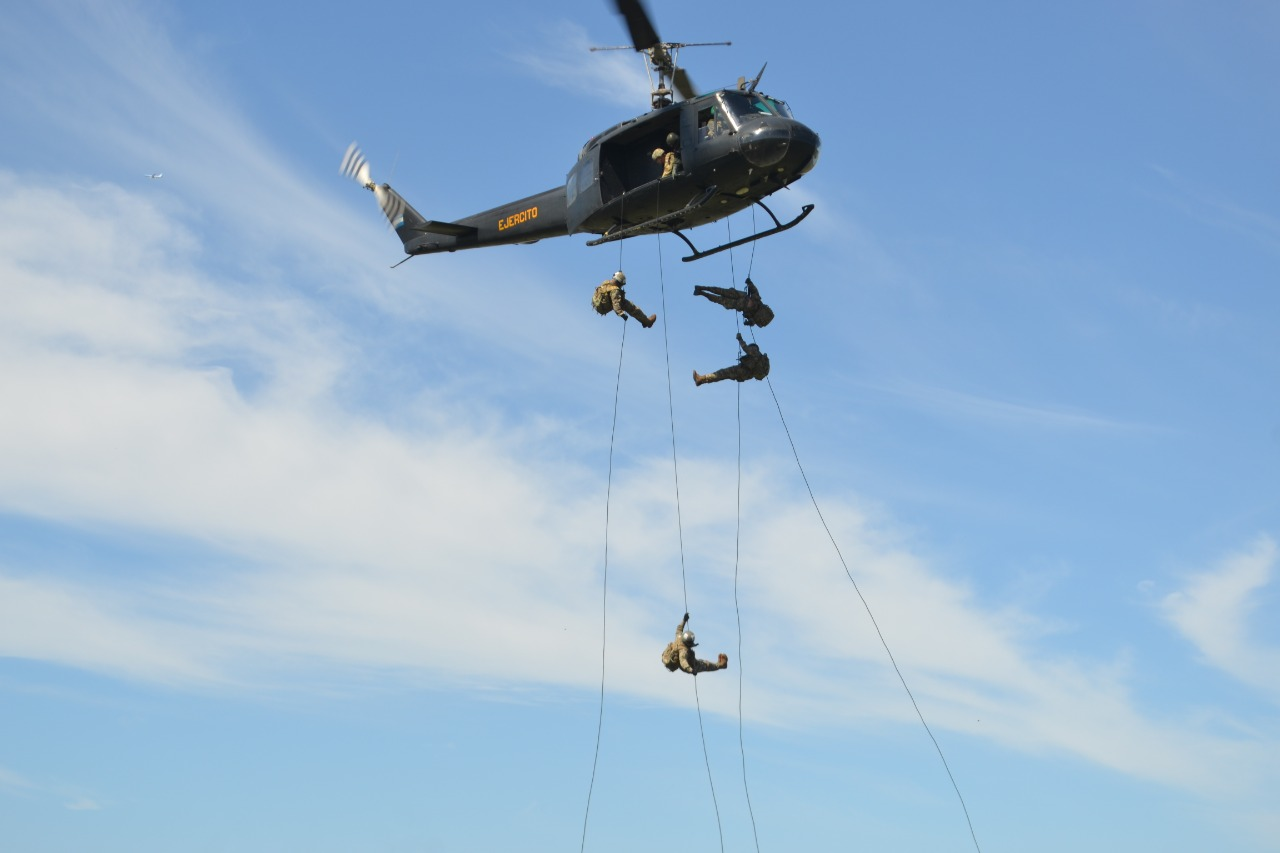
Bell UH-1 Iroquois.

El Batallón de Helicópteros de Asalto 601 (B Helic Asal 601) es la principal unidad de helicópteros del Ejército Argentino. Tiene como asiento de paz al Aeródromo Militar Campo de Mayo, Guarnición de Ejército «Campo de Mayo», Campo de Mayo, Provincia de Buenos Aires.

## Historia
El Ejército Argentino creó en 1978 la Compañía de Helicópteros de Asalto, como un componente del Batallón de Aviación de Combate 601. La Compañía se convirtió después en el Grupo de Helicópteros de Asalto 601, constituido por la Compañía de Helicópteros de Asalto A y la Compañía de Helicópteros de Asalto B. En 1978 se formó la Compañía de Helicópteros de Ataque.
Durante la guerra de las Malvinas, el Grupo de Helicópteros de Asalto 601 desplegó en el archipiélago un total de 21 helicópteros.
En el año 2000 el Grupo de Helicópteros adoptó el nombre actual de «Batallón de Helicópteros de Asalto 601».